# قوة المهام المشتركة 7
كانت قوة المهام المشتركة 7 هي التشكيل العسكري المؤقت الذي أدار الجهود الأمريكية في العراق بين يونيو/حزيران 2003 ومايو/أيار 2004. حلَّت محل قيادة المكون البري لقوات التحالف في 14 يونيو/حزيران 2003. كانت قوة المهام المشتركة 7 هي المكون البري للقيادة المركزية الأمريكية الذي نفذ الغزو الأولي للعراق، وقد أنشأها قائد القيادة المركزية لقوات الجيش الأمريكي في عامي 2002 و2003، للإشراف على منظمتين بحجم فيلق، هما قوة المشاة البحرية الأولى (I MEF) والفيلق الخامس. نفذ هذان التشكيلان، اللذان كانا على مستوى فيلق، عملية تحرير العراق التي بدأت في 20 مارس/آذار 2003.
تقرر أن قوة المهام المشتركة الجديدة، برئاسة جنرال بثلاث نجوم، ستكون أفضل منظمة لتحل محل قوة المهام المشتركة في اجتماع عقده القائد العام للقيادة المركزية، الجنرال تومي فرانكس، مع ضباطه بعد الإعلان عن سلطة التحالف المؤقتة في أواخر أبريل 2003. اختار الجنرال جين رينوارت رقم القوة الجديدة، 7، لأنه كان الرقم الذي كان ابنه يرتديه على زي كرة القدم الخاص به. اختير الفريق ريكاردو سانشيز لقيادة القوة الجديدة، مستفيدًا من أركان الفيلق الخامس مع زيادة كبار الضباط من جميع أنحاء الجيش.
نشرت الولايات المتحدة أكثر من ثمانية وسبعين بالمائة من جنود التحالف المحتل، وجاءت غالبية القوات الأخرى من المملكة المتحدة، بينما تألف الباقي من عدة دول حليفة أخرى. وقد تغير وضعهم كسلطة ائتلافية مؤقتة، أو "قوى احتلال" بموجب قرار للأمم المتحدة، عندما تولت الحكومة الجديدة السلطة في 28 يونيو/حزيران 2004، على الرغم من أنهم ظلوا تحت تأثير كبير من الوجود العسكري والدبلوماسي الأمريكي الضخم في البلاد.
أعلنت الحكومة الهندية في 14 يوليو/تموز 2003 أنها ستحتاج إلى تصريح صريح من الأمم المتحدة قبل إرسال قوات إلى العراق. وكان هذا القرار بمثابة انتكاسة للمسؤولين الأمريكيين، الذين كانوا يأملون في إرسال فرقة من 17 ألف جندي هندي للمساعدة في تخفيف عبء القوات الأمريكية في شمال البلاد.
اُستُبدِلَت قوة المهام بقوة متعددة الجنسيات - العراق والفيلق متعدد الجنسيات - العراق في 15 مايو 2004.

## الدورتان 2 و3
أُعلن عن تناوب عملية تحرير العراق 2 (OIF-2) لقوة المهام المشتركة المجمعة 7 في 23 يوليو 2003. كان من المقرر استبدال فرقة المشاة الثالثة بالفرقة 82 المحمولة جواً (-)، وقوة المشاة البحرية الأولى بما سيصبح الفرقة متعددة الجنسيات في المركز الجنوبي، وفرقة المشاة الرابعة بالفرقة الأولى للمشاة، مع لواء الحرس الوطني للجيش (ARNG) المرفق، والفرقة المدرعة الأولى بالفرقة الأولى للفرسان، أيضًا مع لواء ARNG المرفق، و3 ACR بواسطة فريق القتال باللواء الثاني، وفرقة المشاة الثانية، والفرقة 101 المحمولة جواً بفرقة متعددة الجنسيات مفترضة لم تُشَكَّل في النهاية. اُستُبدِلَت الفرقة 101في النهاية بقوة المهام أولمبيا.
كانت عملية التناوب الكاملة لعملية العمليات الثانية إلى مستوى اللواء تحت قيادة قوة المهام المشتركة السابعة على النحو التالي (على الرغم من أن وحدات عملية العمليات الأولى والثالثة كانت موجودة في كل نقطة تقريبًا أثناء عملية العمليات الثانية):
المقر الرئيسي: الفيلق الثالث

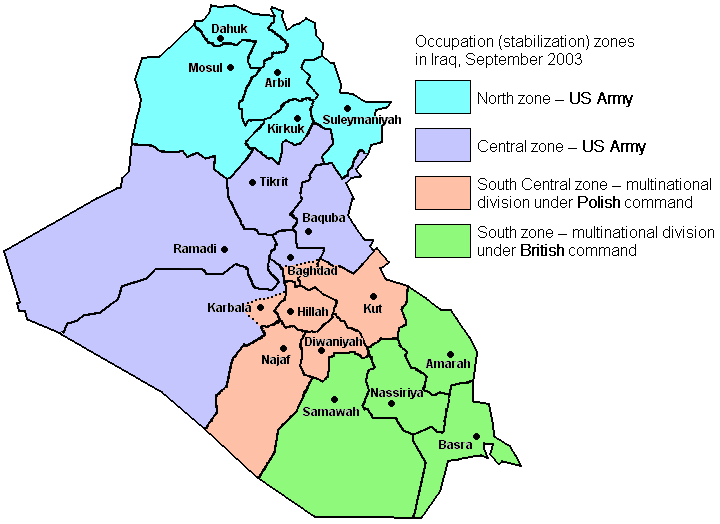
مناطق الاحتلال في العراق اعتبارًا من سبتمبر 2003

- لواء المدفعية الميدانية رقم 197 (نيو هامبشاير ARNG) (SECFOR الجنوبية)
- فرقة العمل أولمبيا - حلت محل الفرقة 101 المحمولة جواً كفرقة متعددة الجنسيات - شمال
  - فريق القتال للواء الثقيل الثاني، فرقة المشاة الثانية (الولايات المتحدة)
- فرقة الفرسان الأولى - قوة المهام/الفرقة متعددة الجنسيات - بغداد
  - فريق القتال للواء الأول، فرقة الفرسان الأولى
  - فريق القتال للواء الثاني، فرقة الفرسان الأولى
  - فريق القتال للواء الثالث، فرقة الفرسان الأولى
  - فريق القتال للواء الخامس (مؤقت)، فرقة الفرسان الأولى
  - فريق قتال اللواء 39 مشاة (ARNG) (بغداد/ التاجي، العراق)
- فرقة المشاة الأولى
  - فريق القتال للواء الثاني، الفوج الأول
  - فريق القتال للواء الثالث، الفوج الأول
  - فريق القتال للواء الثاني، الفوج 25
  - فريق القتال الثقيل للواء الثلاثين (ميكانيكي) (الحرس الوطني لجيش كارولينا الشمالية)
- قوة المشاة البحرية الأولى
  - الفرقة البحرية الأولى
    - فريق القتال الفوجي 1
    - فريق القتال الفوجي 7
    - فريق القتال للواء الأول، فرقة المشاة الأولى
- القسم المتعدد الجنسيات في المنطقة الوسطى والجنوبية (بقيادة بولندية)
  - اللواء البولندي
  - بلس ألترا بريجيد
  - اُستُبدل اللواء الميكانيكي الخامس (أوكرانيا) باللواء الميكانيكي السادس (أوكرانيا)

قيادة دعم الفيلق الثالث عشر
- فريق القتال للواء المدرع 81 (واشنطن ARNG)
- مجموعة دعم الفيلق 593
- مجموعة دعم الفيلق 172

القيادة 350 للشؤون المدنية (USAR)
اللواء الطبي الثاني
- مستشفى الدعم القتالي الحادي والثلاثون
- مستشفى الدعم القتالي رقم 67

## قراءة إضافية
- توماس إي. ريكس، الفشل: المغامرة العسكرية الأمريكية في العراق ، 2006
- مايكل جوردون وبرنارد تراينور، كوبرا 2، دار نشر بانثيون، 2006\